# Władysław Bukowiński
Władysław Bukowiński (oroszul: Βладислав Буковинский) (Berdyczów, 1904. december 22. –- Karagandi, 1974. december 3.) boldoggá avatott lengyel származású római katolikus áldozópap, Kazahsztán apostola.

## Fiatalkora
Władysław Bukowiński 1904. december 22-én született Berdyczówban. Szülei Jozef Tsypriyan Bukowiński (1874. március 16. – 1952. szeptember 15.) és Jadwiga Schipo del Campo (elhunyt 1918-ban) voltak. Édesanyja halála után családja Lengyelország nyugatabbi részébe költözött, és a Lublin és Krakkó között elhelyezkedő Święcica községben telepedett le. Bukowiński 1921-ben érettségizett Krakkóban, majd a Jagelló Egyetem jogi karán tanult és szerzett jogi diplomát. 1926-ban, 22 évesen vették fel a krakkói nagyszemináriumba. Tanulmányait a Jagelló Egyetem teológiai karán végezte el. 1931. június 28-án szentelte pappá Adam Sapieha későbbi bíboros metropolita.
1936-ban kérte püspökétől, hogy az ország keleti részére mehessen, s ott végezhessen lelkipásztori munkát, ahonnan a családja is származott. Ezt a püspöke engedélyezte. Gimnáziumokban katekézist tartott, a fiatalok keresztény nevelésére szentelte magát, továbbá szociológiát tanított Łuck város szemináriumában. A Katolikus Akcióban dolgozott, a vallástudományok felsőfokú intézetének igazgatója lett, és mellette szerkesztette a Katolikus Élet című folyóiratot. 1939-ben a Łucki Egyházmegyébe inkardinálódott, s ott a székesegyház plébánosa lett.

## A második világháború alatt
A második világháború következtében Łuck a szovjet megszállási zónába került. Bukowiński – a tiltások ellenére – folyamatosan felkereste a betegeket, valamint az internálásra és kényszermunkára ítélteket. Első ízben 1940-ben tartóztatták le, és nyolc év kényszermunkára ítélték. 1941. június 23-án, miután a németek megtámadták a területet, a szovjet fogva tartók a rabokat gépfegyverrel kezdték el kivégezni, de őt csodálatos módon akkor sem érte a golyó, amikor a haldoklók között kúszott, és gyóntatta és a betegek kenetével látta el őket. Ezt követően újrakezdte szolgálatát a székesegyházban. Időközben a németek megkezdték a zsidók deportálását, ő pedig nagyon sok zsidó, főként gyermekek életét mentette meg. Ezért a tettéért később fát ültettek emlékére az izraeli Jad Vasem intézet kertjében.

## A háború után
A háború végén a Munkás-paraszt Vörös Hadsereg visszatértével újból letartóztatták, és egy kijevi börtönbe szállították. Kémkedésért, valamint illegális egyházi tevékenységért, tárgyalás nélkül tíz év kényszermunkára ítélték, melyet a kazahsztáni Zsezkazgan rézbányájában kellett letöltenie. Itt is megőrizte méltóságát, naponta - illegálisan - szentmisét mutatott be, látogatta a láger betegeit, kiszolgáltatta számukra a szentségeket. Bár tíz évre ítélték, végül összesen 13 évet, öt hónapot és tíz napot töltött a lágerben.
Szabadulása után a mai Kazahsztán területén, Karagandiban maradt, ahol titokban misézett, és kiszolgáltatta a szentségeket. Volt, aki 300 kilométert is utazott azért, hogy részt vehessen miséjén. Mint internált személynek, havonta jelentkeznie kellett a hivatalos szerveknél, s beszámolnia, mit tett az elmúlt hónapban. Ő következetesen annyit válaszolt erre, hogy lelkipásztori tevékenységet végzett.
1955-ben felajánlották neki, hogy visszatérhet Lengyelországba, de ezt elutasította, s kérte, hogy megkaphassa a szovjet állampolgárságot. Ezzel a célja az volt, hogy hívei körében maradhasson. Szovjet állampolgárként 1956-ban Bukowiński engedélyt kapott arra, hogy az egész Szovjetunióban szabadon mozoghasson. Karagandi szélén kapott egy düledező kis házat, amelyet kápolnává alakított, de ezt egy évvel később a hatóságok bezáratták.
1957-ben ismételten letartóztatták, tiltott vallási tevékenység folytatása miatt, mert illegálisan templomot épített, az ifjúságot pedig „tévtanítással fertőzte meg”. Perében önmagát védte, s aránylag enyhe ítéletet, három év kényszermunkát kapott a kilátásba helyezett tíz helyett. Büntetése letöltése után ott folytatta, ahol abbahagyta, mert az a meggyőződése éltette, hogy az Isten helyezte őt erre helyre, ahol a szolgálatára szükség van. Közben több apostoli utat is tehetett, és így jutott el a szomszédos Tádzsikisztánba is. Haza is látogatott Lengyelországba, ahol orvosi kezelésben részesült a sok nélkülözéstől megromlott egészségi állapota miatt. Ekkor találkozott Krakkóban Karol Wojtyła bíborossal, a későbbi II. János Pál pápával, aki élénken érdeklődött kazahsztáni apostoli munkája iránt.

## Halála és tisztelete
Ezen látogatások után visszatért a Szovjetunióba, Karagandiban maradt, és továbbra is folytatta apostoli munkáját. 1974. november 25-én mutatta be utolsó szentmiséjét, és két héttel később, nem sokkal hetvenedik születésnapja hunyt el. Temetésén – a hatósági tiltás ellenére – nagy tömeg jelent meg. Halálhíre gyorsan terjedt, és mind nagyobb számban érkeztek zarándokok a sírjához, hogy közbenjárását kérjék. Hamvait később a helyi Szent József-templomban, majd a Szovjetunió széthullása után a karagandi katolikus székesegyház főoltárában helyezték el. 2001-ben II. János Pál pápa kazahsztáni apostoli látogatása során többször hivatkozott az ő tanúságtételére. Boldoggáavatási eljárásának egyházmegyei szakasza 2006 és 2008 között Krakkóban folyt, 2015-ben hősies erényeit elismerve Isten szolgájának hirdették ki. Végül Ferenc pápa elismerte a közbenjárásának tulajdonított csodás gyógyulást. Boldoggá Ferenc pápa megbízásából Angelo Amato, a Szentek Ügyeinek Kongregációja prefektusa avatta, 2016. szeptember 11-én, Karagandiban.
Halála után 2011. november 13-án a Lengyel állam a Lengyelország Újjászületése érdemrend parancsnoki fokozatával tüntette ki.

## Fordítás
- Ez a szócikk részben vagy egészben  a   Władysław Bukowiński című lengyel Wikipédia-szócikk fordításán alapul.  Az eredeti cikk szerkesztőit annak laptörténete sorolja fel. Ez a jelzés csupán a megfogalmazás eredetét és a szerzői jogokat jelzi, nem szolgál a cikkben szereplő információk forrásmegjelöléseként.